# Jan Decleir
Jan Decleir (Niel, 14 febbraio 1946) è un attore belga.

## Biografia
Da giovane studia Belle Arti e in seguito frequenta lo Studio Herman Teirlinck, scuola di formazione attoriale, di Anversa. Negli anni sessanta interpreta decine di film per la televisione, debuttando in una pellicola cinematografica nel 1971. Dagli inizi degli anni settanta collabora col regista Roland Verhavert col quale gira De loteling, film candidato all'Orso d'Oro del Festival di Berlino. Negli anni novanta, dopo aver partecipato ai film L'albero di Antonia (1995) e Character - Bastardo eccellente (1997), entrambi vincitori dell'Oscar al miglior film in lingua straniera, si allontana dal cinema per dedicarsi al teatro e all'insegnamento, ritornandovi dopo pochi anni.

## Filmografia
- Mira, regia di Fons Rademakers (1971)
- Rolande met de bles, regia di Roland Verhavert (1973)
- De loteling, regia di Roland Verhavert (1974)
- Verloren maandag, regia di Luc Monheim (1974)
- Verbrande brug, regia di Guido Henderickx (1975)
- Pallieter, regia di Roland Verhavert (1976)
- Doodzonde, regia di René van Nie (1978)
- Une page d'amour, regia di Maurice Rabinowicz (1978)
- De proefkonijnen, regia di Guido Henderickx
- Le grand paysage d'Alexis Droeven, regia di Jean-Jacques Andrien (1981)
- Adriaen Brouwer, regia di Peter Simons (1986)
- Padre Daens (Daens), regia di Stijn Coninx (1993)
- L'albero di Antonia (Antonia), regia di Marleen Gorris (1995)
- Camping Cosmos, regia di Jan Bucquoy (1996)
- Character - Bastardo eccellente (Karakter), regia di Mike van Diem (1997)
- Molokai: The Story of Father Damien, regia di Paul Cox (1999)
- De zaak Alzheimer, regia di Erik Van Looy (2003)
- Il desiderio di Winky (Het Paard van Sinterklaas), regia di Mischa Kamp (2005)
- Off Screen, regia di Pieter Kuijpers (2005)
- Dolf e la crociata dei bambini (Kruistocht in spijkerbroek), regia di Ben Sombogaart (2006)
- Che fine ha fatto il cavallo di Winky? (Waar is het paard van Sinterklaas?), regia di Mischa Kamp (2007)
- Les Barons, regia di Nabil Ben Yadir (2009)
- Finn - Musica per un sogno (Finn), regia di Frans Weisz (2013)
- Cuori in volo (Flying Home), regia di Dominique Deruddere (2014)
- Blind Spot (Dode Hoek), regia di Nabil Ben Yadir (2017)
- La famiglia Claus (De Familie Claus), regia di Matthias Temmermans (2020)
- La famiglia Claus 2 (De Familie Claus 2), regia di Ruben Vandenborre (2021)
- La famiglia Claus 3 (De Familie Claus 3), regia di Ruben Vandenborre (2022)
- Wil, regia di Tim Mielants (2023)

## Doppiatori italiani
Nelle versioni in italiano dei suoi lavori, Jan Decleir è stato doppiato da:
- Cesare Rasini in La famiglia Claus, La famiglia Claus 2, La famiglia Claus 3
- Franco Zucca in Padre Deans, Finn - Musica per un sogno
- Toni Orlandi in Il desiderio di Winky, Che fine ha fatto il cavallo di Winky?
- Pietro Biondi ne L'albero di Antonia
- Vittorio Di Prima in Character - Bastardo eccellente
- Raf in De zaak Alzheimer

## Riconoscimenti
- European Film Awards

1993: candidato a miglior attore per Padre Daens (Daens)
- Premio Magritte

2011: Miglior attore non protagonista per Les Barons
- Montreal World Film Festival

2005: Miglior attore per Off Screen